# Werribee South
Werribee South är en del av en befolkad plats i Australien. Den ligger i regionen Wyndham och delstaten Victoria, omkring 26 kilometer sydväst om delstatshuvudstaden Melbourne.
Trakten är tätbefolkad. Närmaste större samhälle är Point Cook, nära Werribee South. 
Trakten runt Werribee South består till största delen av jordbruksmark. Genomsnittlig årsnederbörd är 971 millimeter. Den regnigaste månaden är juni, med i genomsnitt 115 mm nederbörd, och den torraste är januari, med 34 mm nederbörd.